# John van de Ruit
John Howard van de Ruit (Durban, 20 avril 1975) est un producteur théâtral et écrivain sud-africain connu par le show satirique Green Mamba avec Ben Voss. Il a étudié l'art dramatique à l'Université du Natal.

## Œuvre
- Spud, 2005, Penguin Books  (ISBN 978-0-14-302484-2). Film de 2010 de Ross Garland
- Spud - The Madness Continues..., 2007, Penguin Books  (ISBN 9780143538363).
- Spud - Learning to Fly , 2009, Penguin Books  (ISBN 9780143539520).
- Spud: Exit, Pursued by a Bear, 2012, Penguin Books  (ISBN 9780143530244).